# 巴顿脱羧反应
巴顿脱羧反应是一种自由基反应，该反应中羧酸先被转化为硫代异羟肟酸酯（通常称为巴顿酯）。然后再在自由基引发剂和合适的还原性氢供体存在下对产物进行加热，进而可以得到脱羧后的产物。  巴顿脱羧反应是一种还原脱羧反应。利用该反应，可以从有机物中脱去羧基，或者用所需的官能团替代羧基。   （参见述图 1）该反应得名于其发现者：英国化学家、诺贝尔奖者主德里克·巴顿爵士 (1918-1998) 。

述图一

## 机理
该反应由自由基引发剂（例如：2,2'-偶氮二异丁腈 ( AIBN )）在加热时弱键均裂，产生活性自由基而引发。然后，引发剂所产生的自由基从氢源（例如：三丁基锡烷）中提取氢原子，进而生成三丁基锡自由基。三丁基锡自由基对化学硬度较软、电子云分布较弥散的硫原子进行加成，形成一个新的自由基中间体。在这一中间体中，键能较低的N-O键发生均裂，形成羧基自由基。随即，羧基自由基发生脱羧反应，脱去一分子CO2 。接下来，脱羧产生的烷基自由基 (R·) 从余下的三丁基锡烷中夺取一个氢原子以形成烷烃 (RH)。 (参见述图2) 三丁基锡自由基进入链反应的另一个循环，直到所有的硫代异羟肟酸酯被消耗。
在加热或光照引发下，巴顿酯N-O键的断裂也能自发进行。此时不需要额外添加自由基引发剂，但仍需要还原性氢供体以使得脱羧后的烷基自由基 (R·)能够夺氢形成烷烃 (RH)。叔硫醇和有机硅烷等其他可提供氢原子的还原性物质也可以用来代替三丁基锡烷。将氯仿同时用作溶剂和氢原子供体进行反应，相对于锡、硫醇或硅烷等较昂贵试剂更加经济，且气味刺激性更小，毒性更温和。 
除氢供体外，也可以使用其他自由基捕获剂（XY + R· -> RX + Y·）来官能化烷基自由基。 稳定的S-Sn键的形成和硫代异羟肟酸酯芳香性的增加可以从反应的焓变上驱动反应进行。此外，该反应还有气体生成，使体系熵增，亦推动反应正向进行。